# Илёв
Илёв — село в Вознесенском районе Нижегородской области. Входит в состав Нарышкинского сельсовета.
В селе расположено отделение Почты России (индекс 607349).

## История
В 1774 году коллежский асессор Е. В. Рознатовский построил на реке Илевке чугунолитейный и железоделательный завод. В 1776 году завод был выкуплен промышленниками Баташёвыми. В 1857 г. принадлежал Шиповым. Завод работал до 1910 года.

## Население
| 1999 | 2002 | 2010 |
| ---- | ---- | ---- |
| 275  | ↘254 | ↘200 |